# Église Saint-Ménas de Štava
L'église Saint-Ménas de Štava (en serbe cyrillique : Црква Светог Мине у Штави ; en serbe latin : Crkva Svetog Mine u Štavi) est une église orthodoxe située à Štava, dans le district de Toplica et dans la municipalité de Kuršumlija en Serbie. Elle est inscrite sur la liste des monuments culturels de grande importance de la république de Serbie (no SK 220).

## Localisation
L'église est située dans le vieux cimetière du village de Štava, à 9 km de la station thermale de Lukovska Banja, dans les monts Kopaonik.

## Historique
Les avis divergent à propos de la période de sa construction ; certains spécialistes la font remonter au XIIe siècle, d'autres au XVe siècle à l'époque du voïvode Mrkša Sićevski, qui a joué un rôle important dans le despotat de Serbie. Une plaque au-dessus de l'entrée précise que l'église a été construite et peinte à l'époque du patriarche de Peć Pajsije et du métropolite de Gračanica Silvester, c'est-à-dire au XVIIe siècle ; cette donnée semble indiquer qu'auparavant l'édifice était totalement détruit. L'église est mentionnée au XVIIIe siècle. Juste avant la Guerre austro-russo-turque de 1735-1739, le patriarche Arsenije Jovanović Šakabenta y est venu pour établir des contacts avec la population de la région de la Toplica et y lever des troupes contre les Ottomans. Après l'échec de l'insurrection et la Grande migration serbe de 1737, l'église de Štava a été abandonnée.

## Architecture et décoration
À l'exception de modifications minimes, l'église Saint-Ménas a conservé son aspect du XVIIe siècle. Elle se présente comme un bâtiment de taille modeste doté d'une nef unique, qui s'enfonce de près d'un mètre dans le sol. Le toit est recouvert de plaques de pierre, ce qui est assez rare dans la région de la Toplica comme dans le reste de la Serbie. L'abside est demi-circulaire aussi bien à l'intérieur qu'à l'extérieur de l'édifice ; la nef et le narthex forment des unités séparées et le sol est recouvert de plaques de marbre. La façade est simple et est constituée de pierre de taille et de tuffeau. L'église ne possède pratiquement pas de fenêtres ; celles qui existent sont extrêmement étroites et servent plus à aérer l'intérieur qu'à l'éclairer. Tous les éléments architecturaux laissent penser qu'elle a été conçue pour servir éventuellement à des fins défensives.
Saint-Ménas est la seule église de la région de Kuršumlija à avoir gardé ses fresques intactes. Elles ont été réalisés par plusieurs artistes, notamment d'origine grecque, au XVIIe siècle, à l'époque du patriarche Pajsije. Les peintures sont caractéristiques du style byzantin, avec des compositions relevées par un bleu foncé et des détails soulignés de rouge. Celles du narthex illustrent quatre cycles, l'un consacré à saint Ménas, un autre à saint Nicolas, un autre à l'acathiste à la Mère de Dieu et le quatrième au Jugement dernier.